# Fiáth Tibor
Eörményesi és karánsebesi báró Fiáth Tibor (Aka, 1883. április 9. – Apáti-Szedres, 1944. március 22.) huszárkapitány, politikus, az állam- és jogtudományok doktora, a Fiáth család tagja.

## Élete
Fiáth Pál báró és Jankovich-Bésán Matild másodszülött fia. Alap- és középfokú tanulmányai végeztével a kolozsvári Ferenc József Tudományegyetem hallgatója lett, majd 1904-ben le is doktorált. Nem elégedett meg doktori oklevelével, a Magyaróvári Királyi Gazdasági Akadémia mezőgazdász szakán újabb képesítést szerzett. Gyakorlatilag az egész első világháború alatt frontszolgálatot teljesített az I. lovashadosztály tisztjeként, majd huszárkapitányként. A Tanácsköztársaság alatt 1919-ben két hónapig fogságban volt. Kiszabadulva 1920-tól tolnai birtokain gazdálkodott, részt vett a vármegye közéletében is, Szedres község bírája volt az 1930-as években. 1937-től az örökösjogú főrendiházi családok felsőházi képviselőjükké választották. Már ismertetett tisztségein kívül Fiáth Tibor volt még a Tolna Vármegyei Gazdasági Egyesület és a Frontharcos Szövetség szekszárdi városi csoportjának elnöke is.

## Családja
1909-ben nőül vette Maria Konstance von Sizzo-Noris grófnőt (1882-1958), két gyermekük született:
- Rózsa Mária Jozefine Sibylla Matild (1910-1999); férje: Némethy József (1903-1975)
- Géza (1913-1977); neje: kisserényi gróf Serényi Mária Anna Henriette (1920-2011)